# 加古川高
加古川 高（かこがわ たかし）は日本の男性声優。主にアダルトゲームに声をあてている。

## 出演作品
太字は主役・メインキャラクター

### ゲーム
2005年
- 英雄×魔王（アンディオス[1]）
- THE GOD OF DEATH（ミカヅチ[2]）
- 智代アフター 〜It's a Wonderful Life〜

2006年
- 麻雀 英雄×魔王（アンディオス）
- レイナナ（日戸暁、間宮光輝）

2007年
- 妹に! スク水着せたら脱がさないっ!（鈴原一剛[3]）
- Scramble Heart（山波信吾）
- 智代アフター 〜It’s a Wonderful Life〜 CS Edition
- ダウンロードハム通#02（鈴原一剛、ナレーター、他男性全員[4]）
- デモンパラサイト 〜悪魔のような天使の彼女〜（虫頭）

2008年
- Coming×Humming!!（妹背俊介）
- SIN 黒朱鷺色の少女（風雅紫闇）
- ないしょ思春期 〜ヒミツに恋する妹たち〜（鈴原六三郎[5]）
- 5 -ファイブ-（鈴木クネ夫）
- リトルバスターズ!エクスタシー（神北小次郎、三枝晶、審判）

2009年
- 鬼うた。 〜鬼が来たりて、甘えさせろとのたもうた。〜（2009年 - 2010年、鑑恭一郎[6][7]）- 2作品

2010年
- ド田舎ちゃんねる5 〜こちら鈴音学園放送部〜（鈴原惣太郎[8]、鈴原無道[9]、牛若丸[10]、甲斐[11]）

2011年
- 聖戦姫ヴァルキュア・シスターズ 〜淫闇に堕ちたアイドル〜（王様[12]）
- フラグへし折り男（鈴原小五郎[13]）
- ましろサマー（遠藤春樹[14]）

2013年
- LOあんぐる!!（光野輝次郎[15]）

### ラジオ
- 咆哮!らじおちゃんねる![16]